# Laguna y arenal de Valdoviño
La laguna y arenal de Valdoviño es un espacio natural gallego declarado cómo zona húmeda protegida y que ocupa 490 ha. de la laguna de Frouxeira y la playa de Frouxeira, Valdoviño. 
Esta zona húmeda forma parte de la zona especial de conservación (ZEC) "Costa Ártabra" y de la zona de especial protección para las aves (ZEPA) de la "Costa de Ferrolterra - Valdoviño". Es además una de las zonas húmedas gallegas incluidas en la Lista de las zonas húmedas de importancia internacional, de la Convención de Ramsar.